# 法兹勒·哈克

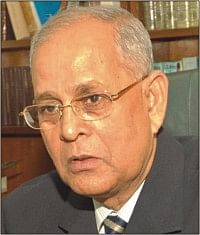
法兹勒·哈克

法兹勒·哈克（1938年6月30日—）是孟加拉国前代理总理与前孟加拉国最高法院法官。在2007年-2008年期间，哈克受到孟加拉反腐败委员会的调查与受贿指控，该事件一直持续至2010年仍未由法院审理完毕。